# Vikke
Vikker (Vicia) er en stor planteslægt med omkring 140 arter i ærteblomstfamilien. Vikker findes i nordlige tempererede strøg samt Sydamerika.
De fleste arter af vikker har slyngtråde, så de kan klatre opad. Blomsterne sidder enkeltvis eller i klaser.
Enkelte arter af vikker er kun passelig som foder til drøvtyggere, men ikke dyr med en enkelt mave, inkluderet mennesker, på grund af et toksin. En god del arter sommerfugle bruger vikker til at lægge æg på, og larven livsnærer sig af planterne.
| Beskrevne arter |

- Linsevikke (Vicia articulata)
- Bengalsk vikke (Vicia benghalensis)
- Kassubisk vikke (Vicia cassubica)
- Musevikke (Vicia cracca)
- Kratvikke (Vicia dumetorum)
- Perlevikke (Vicia ervilia)
- Hestebønne (Vicia faba) = Valsk Bønne
- Tofrøet vikke (Vicia hirsuta)
- Vårvikke (Vicia lathyroides)
- Narbonevikke (Vicia narbonensis)
- Ungarsk vikke (Vicia pannonica)
- Vandrevikke (Vicia peregrina)
- Fodervikke (Vicia sativa)
  - Smalbladet vikke (Vicia sativa subsp. nigra)
- Gærdevikke (Vicia sepium)
- Skovvikke (Vicia sylvatica)
- Taddervikke (Vicia tetrasperma)
- Sandvikke (Vicia villosa)
  - Glat vikke (Vicia villosa subsp. varia)
- Lyngvikke (Vicia orobus)

| Andre arter |

| - Vicia abbreviata - Vicia acutifolia - Vicia aintabensis - Vicia alpestris - Vicia americana - Vicia amoena - Vicia amurensis - Vicia anatolica - Vicia andicola - Vicia assyriaca - Vicia bakeri - Vicia balansae - Vicia benthamiana - Vicia biennis - Vicia bijuga - Vicia bithynica - Vicia bungei - Vicia canescens - Vicia cappadocica - Vicia caroliniana - Vicia chinensis - Vicia ciliatula - Vicia cirrhosa - Vicia costata - Vicia cretica | - Vicia crocea - Vicia cypria - Vicia dionysiensis - Vicia disperma - Vicia epetiolaris - Vicia ferruginea - Vicia filicaulis - Vicia floridana - Vicia fulgens - Vicia galeata - Vicia graminea - Vicia grandiflora - Vicia humilis - Vicia hyaeniscyamus - Vicia hybrida - Vicia hyrcanica - Vicia incisa - Vicia japonica - Vicia kokanica - Vicia lilacina - Vicia linearifolia - Vicia loiseleurii - Vicia ludo* Viciana - Vicia lutea - Vicia macrograminea | - Vicia magellanica - Vicia megalotropis - Vicia melanops - Vicia menziesii - Vicia michauxii - Vicia minutiflora - Vicia monantha - Vicia montbretii - Vicia montevidensis - Vicia multicaulis - Vicia nana - Vicia nervata - Vicia nigricans - Vicia nipponica - Vicia noeana - Vicia ocalensis - Vicia ochroleuca - Vicia onobrychioides - Vicia oroboides - Vicia palaestina - Vicia pallida - Vicia parviflora - Vicia pisiformis - Vicia pseudo-orobus | - Vicia pubescens - Vicia pulchella - Vicia pyrenaica - Vicia ramuliflora - Vicia rigidula - Vicia scandens - Vicia semiglabra - Vicia sericocarpa - Vicia serratifolia - Vicia sessiliflora - Vicia sicula - Vicia tenuifolia - Vicia unijuga - Vicia venosa - Vicia venosissima |